# Liste des rois du Rwanda
Voici la liste des rois du Rwanda (mwamis) jusqu'à l'abrogation de la monarchie le 28 janvier 1961 et la proclamation de la République rwandaise.
| Nom                    | Début du règne          | Fin du règne            |
| ---------------------- | ----------------------- | ----------------------- |
| Gihanga Ier            | ?                       | ?                       |
| Kanyarwanda Ier Gahima | ?                       | ?                       |
| Yuhi Ier Musindi       | ?                       | ?                       |
| Ndahiro Ier Ruyange    | ?                       | v. 1386 (+ ou - 20 ans) |
| Ndahiro Ndoba          | v. 1386 (+ ou - 20 ans) | v. 1410 (+ ou - 18 ans) |
| Ndahiro Samembe        | v. 1410 (+ ou - 18 ans) | v. 1434 (+ ou - 16 ans) |
| Nsoro Samukondo        | v. 1434 (+ ou - 16 ans) | v. 1458 (+ ou - 14 ans) |
| Ruganzu Ier Bwimba     | v. 1458 (+ ou - 14 ans) | v. 1482 (+ ou - 12 ans) |
| Cyilima Ier Rugwe      | v. 1482 (+ ou - 12 ans) | v. 1506 (+ ou - 10 ans) |
| Kigeli Ier Mukobanya   | v. 1506 (+ ou - 10 ans) | v. 1528 (+ ou - 12 ans) |
| Mibambwe Ier Mutabazi  | v. 1528 (+ ou - 12 ans) | v. 1552 (+ ou - 14 ans) |
| Yuhi II Gahima         | v. 1552 (+ ou - 14 ans) | v. 1576 (+ ou - 16 ans) |
| Ndahiro II Cyamatare   | v. 1576 (+ ou - 16 ans) | v. 1600 (+ ou - 18 ans) |
| Ruganzu II Ndori       | v. 1600 (+ ou - 18 ans) | v. 1623                 |
| Mutara Ier Semugeshi   | v. 1623                 | v. 1648 (+ ou - 22 ans) |
| Kigeli II Nyamuheshera | v. 1648 (+ ou - 22 ans) | entre 1652 et 1692      |
| Mibambwe II Gisanura   | entre 1652 et 1692      | entre 1678 et 1714      |
| Yuhi III Mazimpaka     | entre 1678 et 1714      | v. 1720 (+ ou - 16 ans) |
| Karemera Rwaka         | v. 1720 (+ ou - 16 ans) | v. 1744 (+ ou - 14 ans) |
| Cyilima II Rujugira    | v. 1770                 | v. 1786                 |
| Kigeli III Ndabarasa   | v. 1786                 | v. 1792 (+ ou - 10 ans) |
| Mibambwe III Sentabyo  | v. 1792 (+ ou - 10 ans) | v. 1797 (+ ou - 10 ans) |
| Yuhi IV Gahindiro      | v. 1797 (+ ou - 10 ans) | v. 1830 (+ ou - 10 ans) |
| Mutara II Rwogera      | v. 1830 (+ ou - 10 ans) | entre 1855 et 1865      |
| Kigeli IV Rwabugiri    | entre 1855 et 1865      | mort en 1895 ou 1896    |
| Mibambwe IV Rutalindwa | 1895                    | 1896                    |
| Yuhi V Musinga         | 1896                    | 12 novembre 1931        |
| Mutara III Rudahigwa   | 12 novembre 1931        | 28 juillet 1959         |
| Kigeli V Ndahindurwa   | 28 juillet 1959         | 28 janvier 1961         |

## Prétendants au trône
| Nom                                    | Depuis le       | Jusqu'au        |
| -------------------------------------- | --------------- | --------------- |
| Kigeli V Ndahindurwa                   | 28 janvier 1961 | 16 octobre 2016 |
| Yuhi VI Bushayija (Emmanuel Bushayija) | 9 janvier 2017  |                 |